# Porcellium balkanicum
Porcellium balkanicum är en kräftdjursart som beskrevs av Karl Wilhelm Verhoeff1936. Porcellium balkanicum ingår i släktet Porcellium och familjen Trachelipodidae. Inga underarter finns listade i Catalogue of Life.